# William Brown (jinete)
William Vincent Brown (conocido como Buddy Brown; Nueva York, 13 de abril de 1956) es un jinete estadounidense que compitió en la modalidad de salto ecuestre.
Ganó una medalla de bronce en el Campeonato Mundial de Saltos Ecuestres de 1978 y tres medallas en los Juegos Panamericanos, en los años 1975 y 1979.
Participó en los Juegos Olímpicos de Montreal 1976, ocupando el cuarto lugar en la prueba por equipos.

## Palmarés internacional
| Campeonato Mundial   | Campeonato Mundial        | Campeonato Mundial | Campeonato Mundial |
| Año                  | Lugar                     | Medalla            | Categoría          |
| -------------------- | ------------------------- | ------------------ | ------------------ |
| 1978                 | Aquisgrán (RFA)           | Medalla de bronce  | Por equipos        |
| Juegos Panamericanos |                           |                    |                    |
| Año                  | Lugar                     | Medalla            | Categoría          |
| 1975                 | Ciudad de México (México) | Medalla de oro     | Por equipos        |
| 1975                 | Ciudad de México (México) | Medalla de plata   | Individual         |
| 1979                 | San Juan (Puerto Rico)    | Medalla de oro     | Por equipos        |